# Алексеев, Сергей Петрович (контр-адмирал)
Серге́й Петро́вич Алексе́ев (20 августа 1950 — 8 апреля 2015) — российский учёный, руководитель Государственного научно-исследовательского навигационно-гидрографического института, доктор технических наук, лауреат Премии Правительства РФ в области науки и техники, контр-адмирал.

## Биография
Окончил с отличием ВВМУ им. М. В. Фрунзе. В 1972—1981 годах служил на Северном флоте командиром ЭНГ (электронавигационной группы), командиром штурманской БЧ (боевой части) новейших РПК СН (ракетных подводных крейсеров), помощником флагманского штурмана.
С 1981 года учился в ВМА имени А. А. Гречко, в 1983 году окончил её с отличием.
В 1983—1987 годах — флагманский штурман дивизии подводных лодок, в 1987—1990 флагманский штурман флотилии ПЛ СФ. В 1988 и 1990 гг. руководил штурманами трансарктических переходов РПК СН.
В 1990—1999 годах — заместитель начальника Государственного научно-исследовательского навигационно-гидрографического института (ГНИНГИ) Министерства обороны. С 1999 г. — начальник ГНИНГИ МО Российской Федерации, с мая 2012 года — президент ОАО «ГНИНГИ».
В 2010 году возглавил комплекс морских экспедиционных исследований по определению внешней границы континентального шельфа РФ в Арктике и выполнил поставленную государством задачу.
Умер 8 апреля 2015 года в результате тяжёлой болезни. Похоронен в Санкт-Петербурге на Смоленском кладбище.
Доктор технических наук, профессор, Заслуженный военный специалист Российской Федерации, Лауреат Премии Правительства РФ в области науки и техники, контр-адмирал.
Автор трёх монографий.
Имя Сергея Алексеева носит аудитория — класс морских средств навигации кафедры технических средств кораблевождения Военно-морского института в Санкт-Петербурге.

## Награды
- Орден Красной Звезды,
- Орден «За службу Родине в Вооружённых Силах СССР» 3-й степени
- Медаль «За боевые заслуги»
- Медаль ордена «За заслуги перед Отечеством» II степени.